# Megaloctena houlberti
Megaloctena houlberti là một loài bướm đêm trong họ Noctuidae.